# 伊勢崎市立第一中学校
伊勢崎市立第一中学校（いせさきしりつ だいいちちゅうがっこう）は、群馬県伊勢崎市茂呂町にある公立中学校。
文部科学省の学校コードはC110210000435、旧学校調査番号は103701で、教育開発出版の所属中学校コードは100044。

## 所在地
- 群馬県伊勢崎市茂呂町一丁目24番地1[3]

## 教育目標
豊かな心を持ち、高きを目指して生きようとする生徒の育成

## 沿革
- 1965年（昭和40年）4月1日 - 伊勢崎市立伊勢崎南中学校と伊勢崎市立茂呂中学校が統合し伊勢崎市立南中学校が設置される[5]。
- 1967年（昭和42年）
  - 4月1日 - 伊勢崎市立南中学校が校名を伊勢崎市立第一中学校と改称する[5]。
  - 5月31日 - 校舎新築工事完成[5]。

## 学校規模
2023年（令和5年）4月1日現在の学校規模は以下の通りである。
| 生徒数       | 508名  | 1年生  | 158名  |
| 生徒数       | 508名  | 2年生  | 161名  |
| 生徒数       | 508名  | 3年生  | 165名  |
| 学級数       | 15学級 | 15学級 | 15学級 |
| 通学区域人口 | 不明   | 不明   | 不明   |
| 通学区域面積 | 不明   | 不明   | 不明   |

## 通学区域
以下の町丁字とその範囲を通学区域として指定している。
- 本町
- 中央町
- 緑町
- 三光町
- 若葉町の一部
- 上泉町
- 今泉1 - 2丁目
- 八坂町
- 連取町の一部
- 北千木町
- 南千木町
- 茂呂町1 -2丁目
- 美茂呂町の一部
- 茂呂南町の一部
- 粕川町
- 羽黒町の一部

## 通学区域内施設
- 伊勢崎市役所
- 新伊勢崎駅
- 伊勢崎簡易裁判所
- 群馬県立伊勢崎特別支援学校
- 群馬県立伊勢崎興陽高等学校
- 相川考古館

## 小学校区
- 伊勢崎市立南小学校
- 伊勢崎市立茂呂小学校

## 隣接中学校区
- 伊勢崎市立第二中学校
- 伊勢崎市立第三中学校
- 伊勢崎市立第四中学校
- 伊勢崎市立境北中学校
- 伊勢崎市立境西中学校
- 伊勢崎市立殖蓮中学校
- 伊勢崎立宮郷中学校

## 著名な卒業生
- あだち充（漫画家）[9]
- 大島秀夫（サッカー選手）[10][11]
- 大谷圭志（サッカー選手）[12]
- 西山和弥（陸上競技選手）[13]